# Максименко Надія Трифонівна
Надія Трифонівна Максименко (нар. 10 серпня 1942, село Злинка, тепер Маловисківського району Кіровоградської області) — українська радянська діячка, доярка колгоспу «Перше травня» Маловисківського району Кіровоградської області. Депутат Верховної Ради УРСР 11-го скликання.

## Біографія
Освіта середня.
З 1960 року — колгоспниця, з 1965 року — доярка колгоспу «Перше травня» села Злинка Маловисківського району Кіровоградської області.
Потім — на пенсії в селі Злинка Маловисківського району Кіровоградської області.

## Нагороди
- ордени
- медалі